# Bazylika św. Idziego w Bardejowie
Bazylika św. Idziego w Bardejowie (słow. Bazilika svätého Egídia, dom sv. Egídia) – gotycka świątynia obrządku rzymsko-katolickiego z XIV w., usytuowana w górnej (północnej) części rynku w mieście Bardejów w historycznym regionie Szarysz w północno-wschodniej Słowacji. Organizacyjnie należy do dekanatu Bardejów w Archidiecezji koszyckiej. Najcenniejszy zabytek miasta: w jego wnętrzu zachowało się jedenaście późnogotyckich ołtarzy skrzydłowych z lat 1460–1520, stojących w swych pierwotnych lokalizacjach, co jest ewenementem na skalę europejską. Od 1970 roku jest wpisany na listę narodowych zabytków kultury Słowacji. W 2000 roku papież Jan Paweł II wyniósł świątynię do rangi bazyliki mniejszej. W tym samym roku bazylika św. Idziego jako część historycznego centrum Bardejowa została wpisana na listę światowego dziedzictwa UNESCO.

## Historia

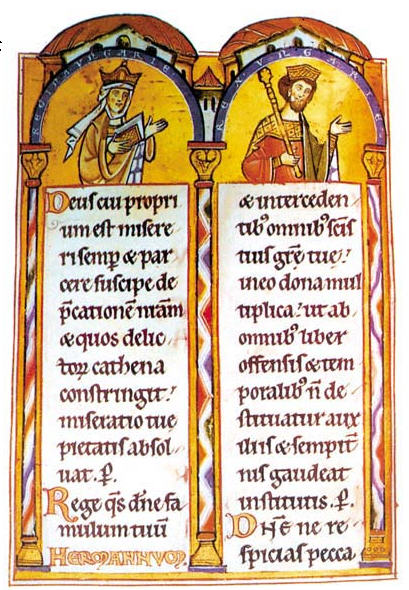
Rękopis z XIII wieku przedstawiający założyciela klasztoru cystersów w Bardejowie, króla Węgier Andrzeja II wraz z królową Gertrudą z Meranu

Historia bazyliki św. Idziego wiąże się z budowanym przez mnichów z zakonu cystersów kościołem klasztornym w Bardejowie (przełom XII i XIII wieku). Według innych źródeł kościół ten powstał z inicjatywy króla Węgier Andrzeja II (1205–1235) na początku XIII wieku. Jednocześnie ani rok, ani miejsce budowy kościoła nie są dokładnie znane, ale jego istnienie częściowo potwierdzają potoczne określenia, którymi posługują się mieszkańcy Bardejowa. Wśród nich wyróżnia się m.in. „Mnichowski potok” (Mníchovský potok), „Klasztorne łąki” (Kláštorné lúky), a także część miasta nazywana przez miejscowych „Poza rajem” (Za rajom).
Bazylika jest więc drugim najstarszym kościołem archidiecezji koszyckiej. Pierwsza pisemna wzmianka o istnieniu kościoła św. Idziego pochodzi z 1247 roku, kiedy to węgierski król Bela IV w swoim przywileju zabezpieczył ziemie należące do klasztoru cystersów w Bardejowie („Terra Bardfa”), które zostały częściowo zajęte przez osadników niemieckich z Preszowa. Dokument ten wspomina o kościele jako części tego klasztoru (pisano w nim o „fratres de Copryvnicza Cisterciensis ordinis apud Ecclesiam Sancti Egidii de Bardfa” – czyli braciach z zakonu cystersów z Koprzywnicy przy kościele św. Idziego w Bardejowie). Wiadomo, że w 1269 roku cystersi musieli opuścić Bardejów z powodów politycznych, a jednocześnie nie zachowały się żadne dokumenty potwierdzające dalsze losy ich klasztoru i kościoła. Na terenach Terra Bardfa powstała wioska Bardejów.
Budowę obecnej bazyliki rozpoczęto najprawdopodobniej w XIV wieku. Na początku tego wieku król Węgier Karol Robert (1312–1342) podarował Wawrzyńcowi, synowi Wawrzyńca, i jego potomkom (Laurentius Filius Laurentii et eius Heredes) wioskę Bardejów, która szybko się rozrosła. W 1320 roku król zwolnił osadników niemieckich przybyłych tu ze Śląska z płacenia podatków swoim przywilejem i nadał im inne uprawnienia. W dokumencie tym między innymi wspomina się, że gmina Bardejów („Civitas Bardpha”) posiada własnego wójta i proboszcza, któremu mieszkańcy zobowiązani byli płacić połowę dziesięciny, ma także własny kościół. Badacze uważają, że statut odnosi się konkretnie do kościoła św. Idziego. Ponadto wskazuje się na istnienie lokalnej parafii. Kolejny król węgierski Ludwik na mocy swojego przywileju z roku 1352 nadał Bardejowowi prawo do rokrocznego organizowania ośmiodniowego jarmarku, począwszy od 1 września, czyli dnia czci świętego Idziego, patrona miasta. Nadanie Bardejowowi przez króla Ludwika statusu i przywilejów wolnego miasta królewskiego w 1376 roku badacze wiążą także z istnieniem w nim parafii katolickiej i kościoła parafialnego. Bazylika zaczęła nabierać nowoczesnego wyglądu w drugiej połowie XV wieku za panowania króla Macieja Korwina. Budowa głównej i bocznych naw została zakończona w 1415 roku, natomiast budowa wieży, gdzie zainstalowano drugi w Królestwie Węgier zegar, miała miejsce w latach 1420–1427. W 1427 roku zaczęto opisywać tę świątynię jako trójnawową bazylikę z prostymi arkadami. W latach 1448–1454 pod kierunkiem bardejowskiego murarza Mikulasza Lapicidy ukończono prezbiterium, a niedługo później dobudowano zakrystię i kaplicę. Budowa świątyni została całkowicie ukończona w 1464 roku. Ponieważ równowaga kościoła została zachwiana podczas budowy, szybko zawaliło się sklepienie kościoła. Po tym wydarzeniu przeprowadzono kolejną przebudowę, w trakcie której odbudowano nawę środkową. 
W latach 1482–1486 mistrz bardejowski Urban dobudował kaplicę Najświętszej Maryi Panny (nad głównym wejściem) i kaplicę św. Andrzeja w południowej części świątyni. Kaplica Najświętszej Marii Panny została zbudowana w 1483 roku na koszt Weroniki, wdowy po kupcu bardejowskim Piotrze Magerze, która przekazała świątyni równowartość 3000 florenów, dlatego czasami nazywana jest także kaplicą Weroniki Magerowej. W latach 1486–1487 mistrz Jan Stemasek dobudował górne piętra wieży świątyni, wykańczając je okładziną kamienną. Dziesięć lat później zakończono budowę dachu wieży, który zwieńczono złotą kulą i krzyżem. 
W roku 1527 na fali reformacji miejscowy proboszcz parafii katolickiej Krzysztof został usunięty z urzędu i wydalony z miasta (wraz z zakonnikami augustiańskimi usuniętymi wówczas z Bardejowa). Od tego czasu kościół św. Idziego służył duchowym potrzebom głównie niemieckiej ludności miasta, która skłaniała się ku idei reformacji. W tym okresie istniał cmentarz po południowej stronie kościoła, który był otoczony kamiennym ogrodzeniem. W 1557 roku w Bardejowie odbył się kongres kościelny pięciu wschodniosłowackich miast protestanckich, którego celem było „zlikwidowanie tradycyjnych obrzędów kościelnych”, w tym zwłaszcza obrzędu poświęcenia wody. Zwolennicy kalwinizmu podejmowali próby pozbawienia świątyni jej wspaniałego wystroju (usunięto ołtarze, obrazy i rzeźby). Podczas powstania Franciszka Rakoczego Bardejów w 1705 roku został zajęty przez powstańców i ponownie stał się protestancki. Trwało to do 1710 roku, kiedy miasto zostało odbite przez wojska cesarskie, a świątynię rekatolicyzowano. W 1970 roku kościół został wpisany na listę narodowych zabytków kultury Słowacji. Papież Jan Paweł II w swoim brewe z dnia 23 listopada 2000 roku nadał kościołowi św. Idziego w Bardejowie rangę bazyliki mniejszej. Obecnie bazylika św. Idziego, oprócz pełnienia swojej głównej funkcji duchowej, czyli kościoła parafialnego, jest miejscem różnych wydarzeń kulturalnych, takich jak np. festiwale muzyki organowej.

## Opis
Kościół św. Idziego to trójnawowa bazylika gotycka z wielobocznym prezbiterium, zakrystią, dwiema kaplicami i wieżą. Bazylika ma 50 m długości i 31 m szerokości, a nawa główna ma 24 m wysokości. Sześciopiętrowa wieża o wysokości 76 metrów jest jedną z najwyższych wież na Słowacji. Na czwartym piętrze wieży znajduje się dzwonnica, a na szóstym taras widokowy. Dwa dzwony, które do 1990 roku rozbrzmiewały z wieży kościelnej – „Jan” i „Urban” zastąpiono nowymi w 1995 roku, trzeci – „Signum” powstał w 1625 roku. Bazylika może pomieścić około 3000 osób, liczy 500 miejsc siedzących.
Do dziś zachowały się jedynie fragmenty fresków na południowych ścianach pierwszego piętra wieży świątyni, przedstawiające trzech królów Węgier oraz św. Krzysztofa. Freski te zostały wykonane w 1521 roku przez mistrza Jana Krausa. Do dziś zachowała się chrzcielnica z brązu wykonana w pierwszej połowie XV wieku, którą w XVII wieku wyposażono w okładzinę z blachy miedzianej z wypisanymi na niej cytatami biblijnymi oraz ołtarze boczne z XV i XVI wieku. Jest ich jedenaście. Ponadto znajduje się tu rzeźba biskupa wiązana z powstałym w latach 60. XV w. dla tej świątyni ołtarzem, dziełem krakowskich artystów, w tym Jakuba z Sącza.
W osobnym pomieszczeniu nad zakrystią, obok kaplicy św. Katarzyny, znajdował się depozyt ksiąg świątynnych – najstarsza biblioteka w Bardejowie, która jako pierwsza w Królestwie Węgier została przekształcona około 1540 roku w publiczną bibliotekę miejską. Od 1915 roku w Węgierskim Muzeum Narodowym w Budapeszcie znajduje się księgozbiór kościoła św. Idziego.

## Galeria

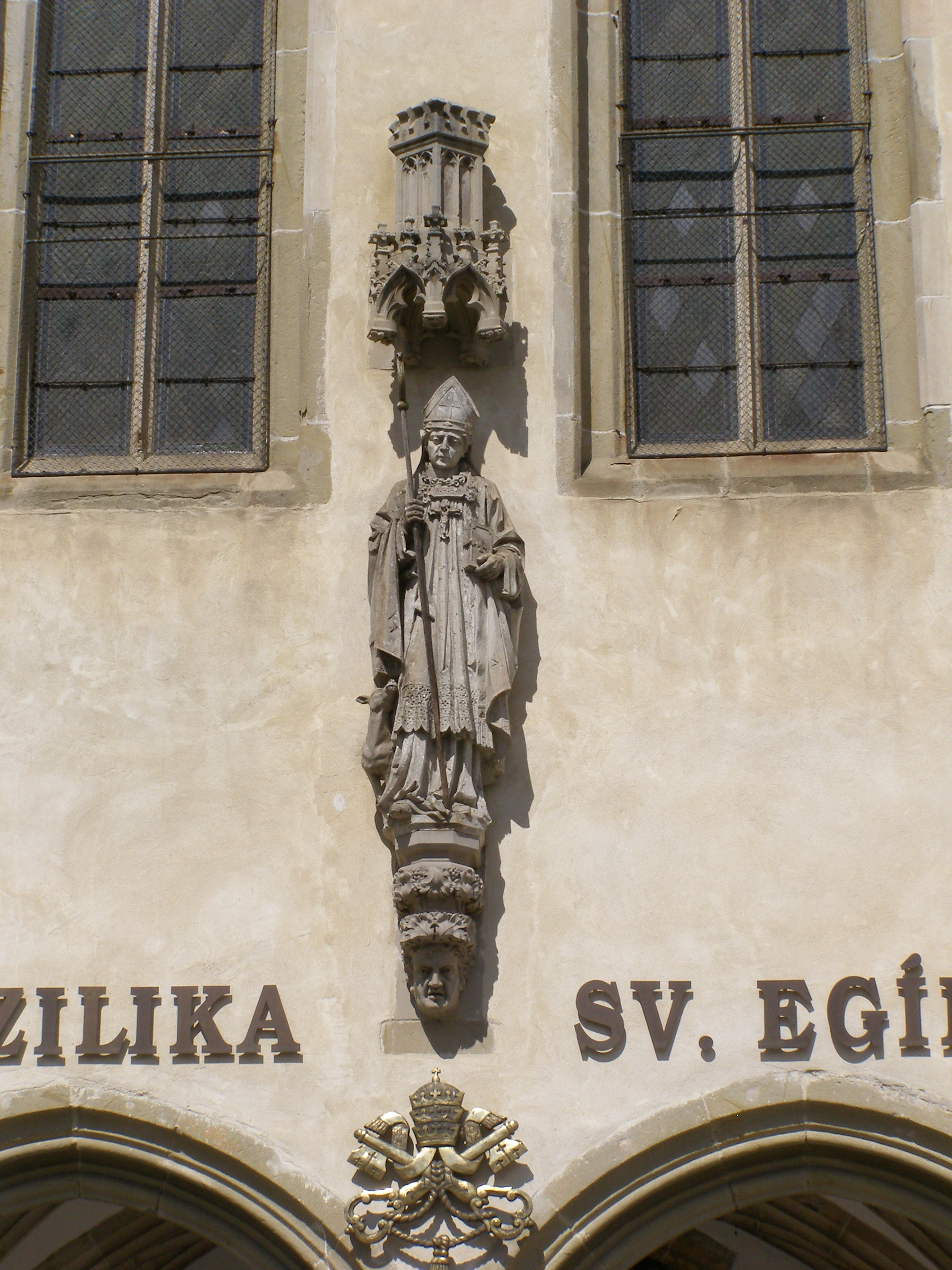
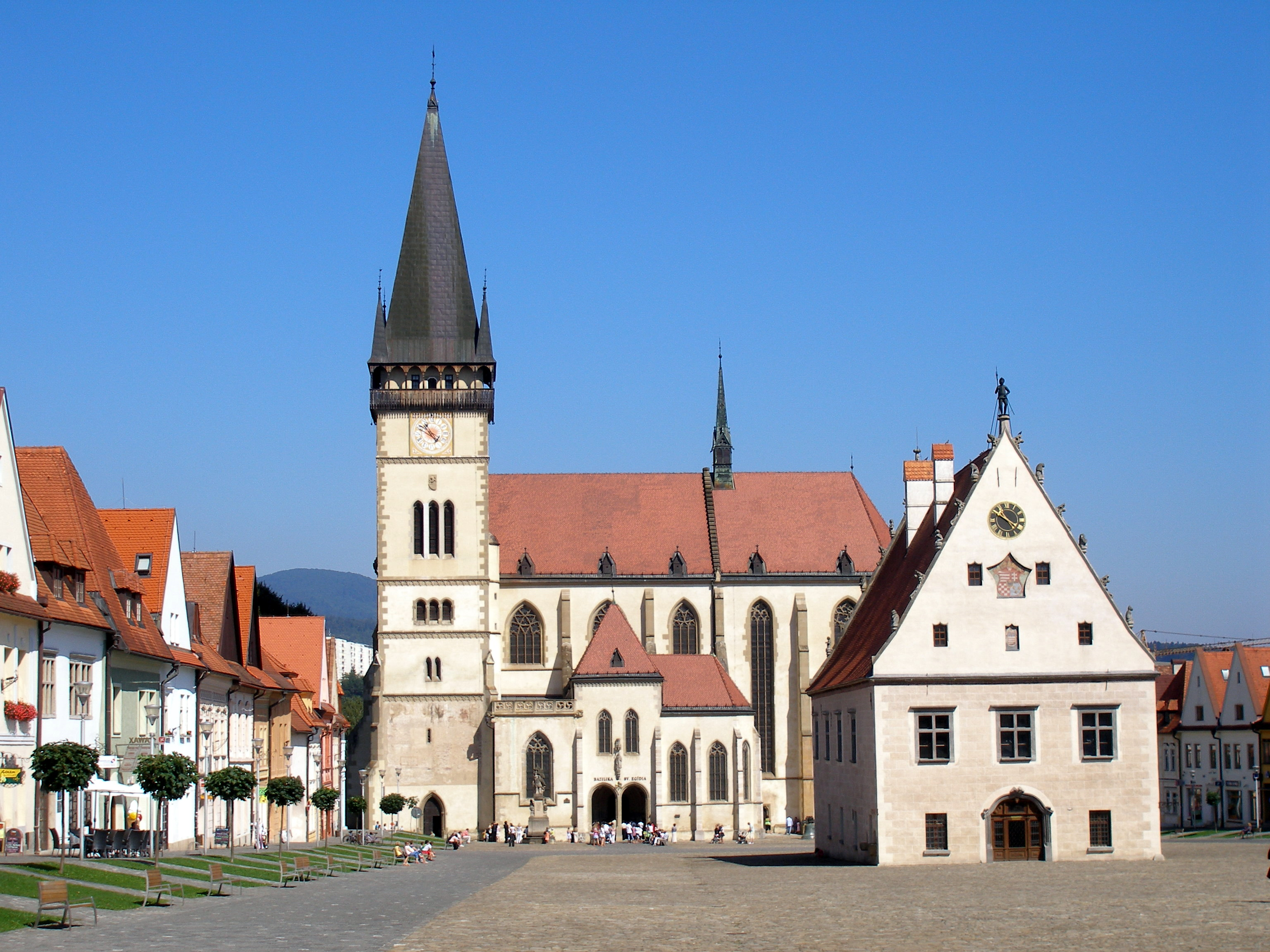
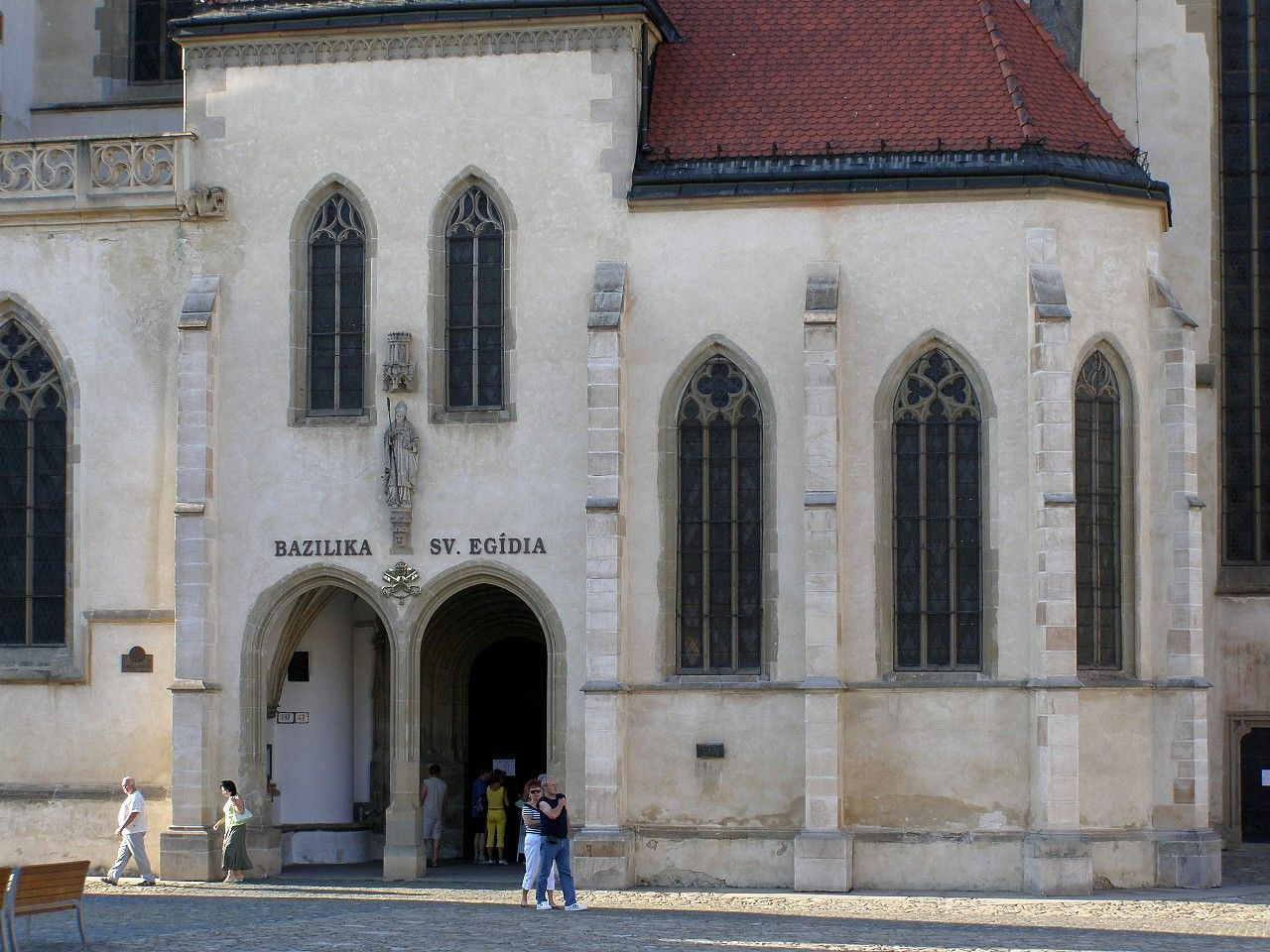
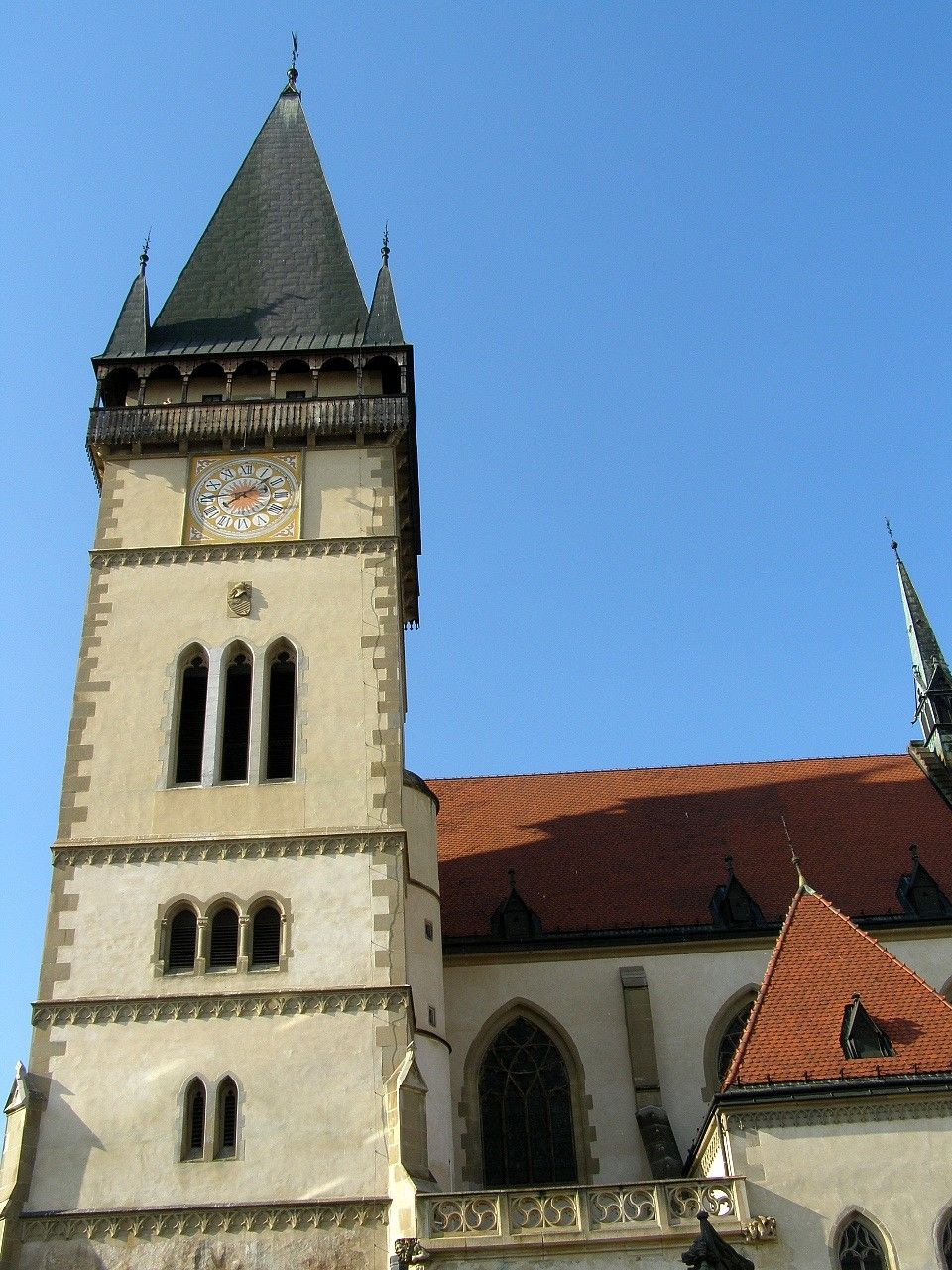
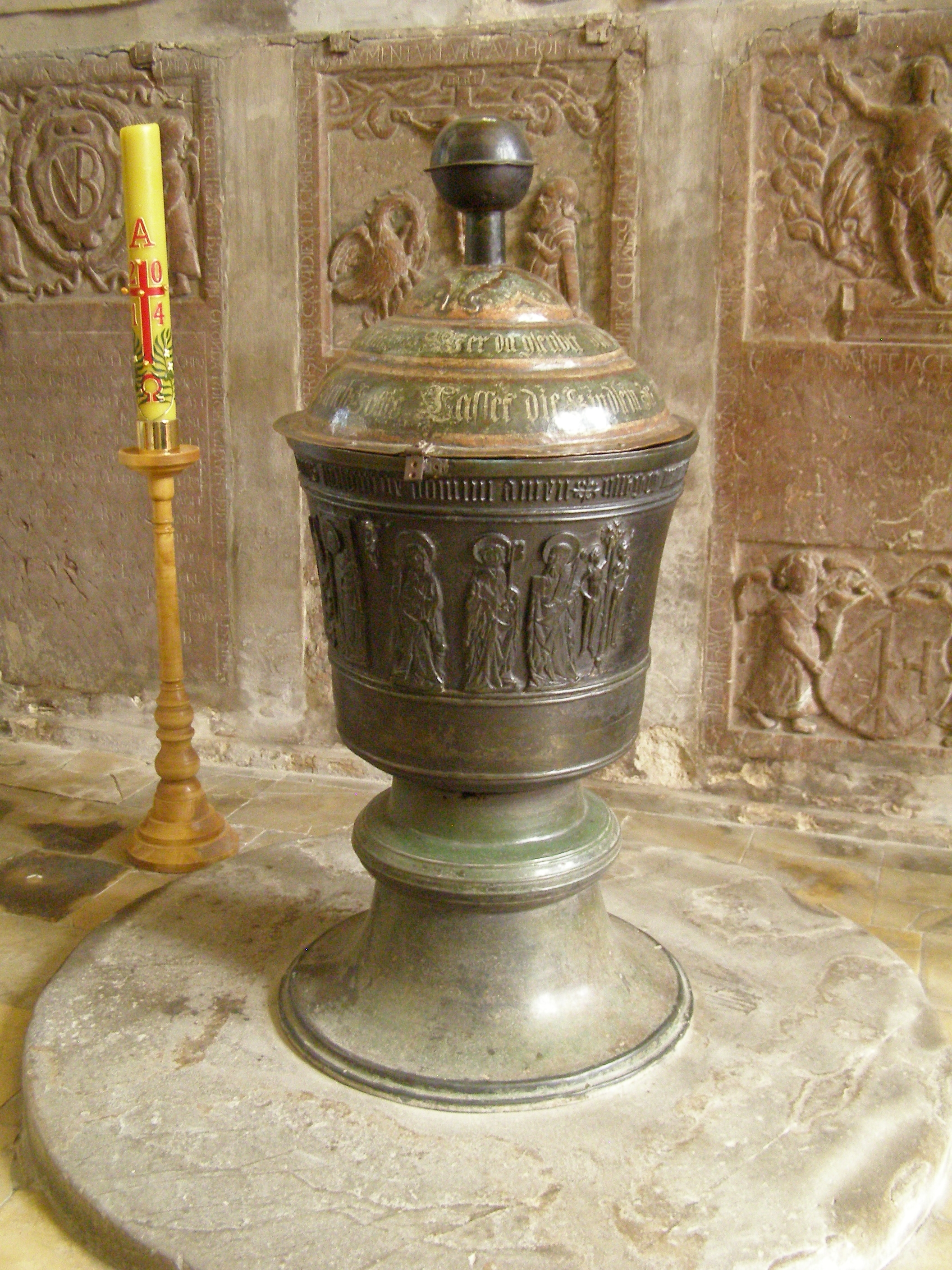
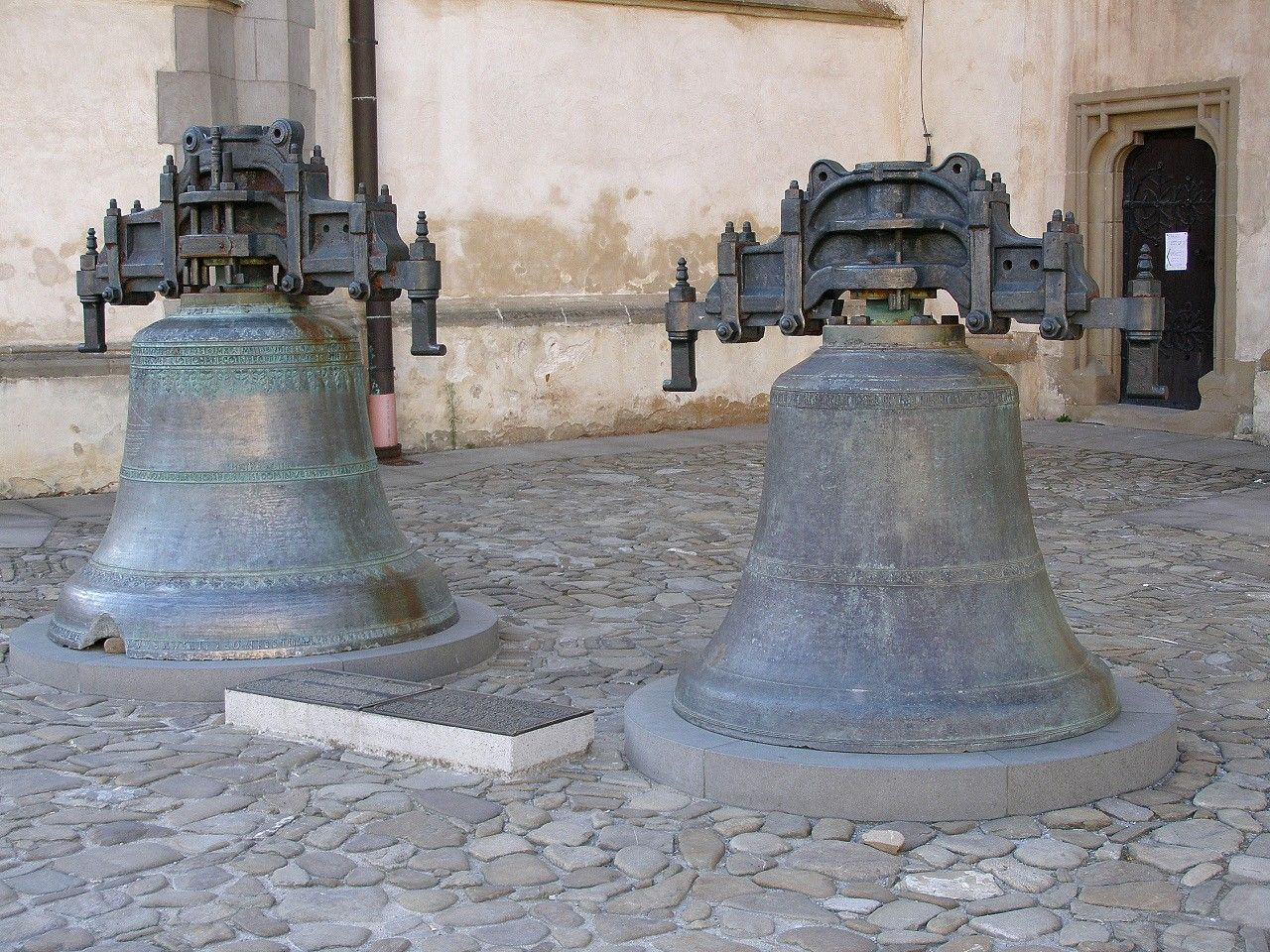
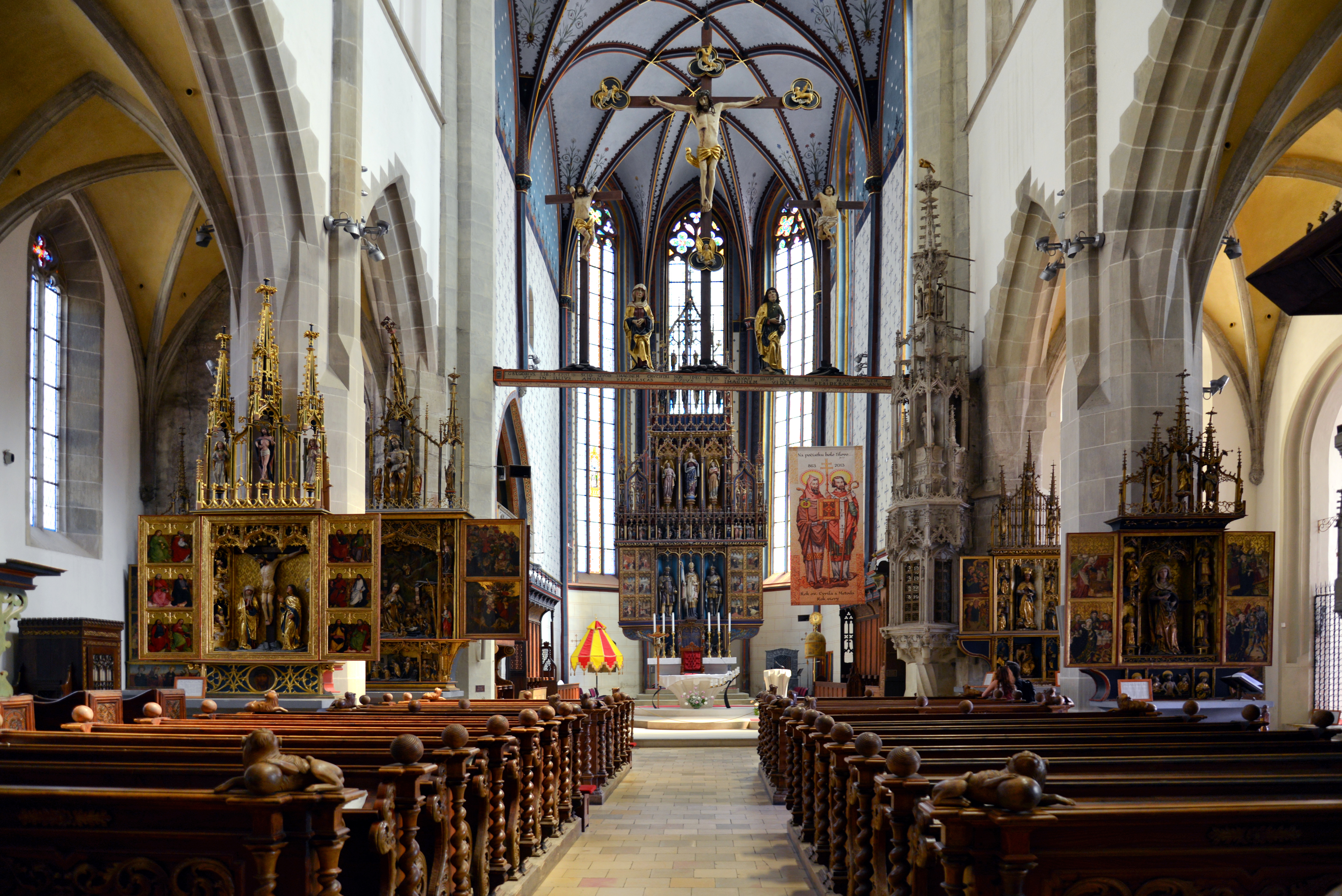
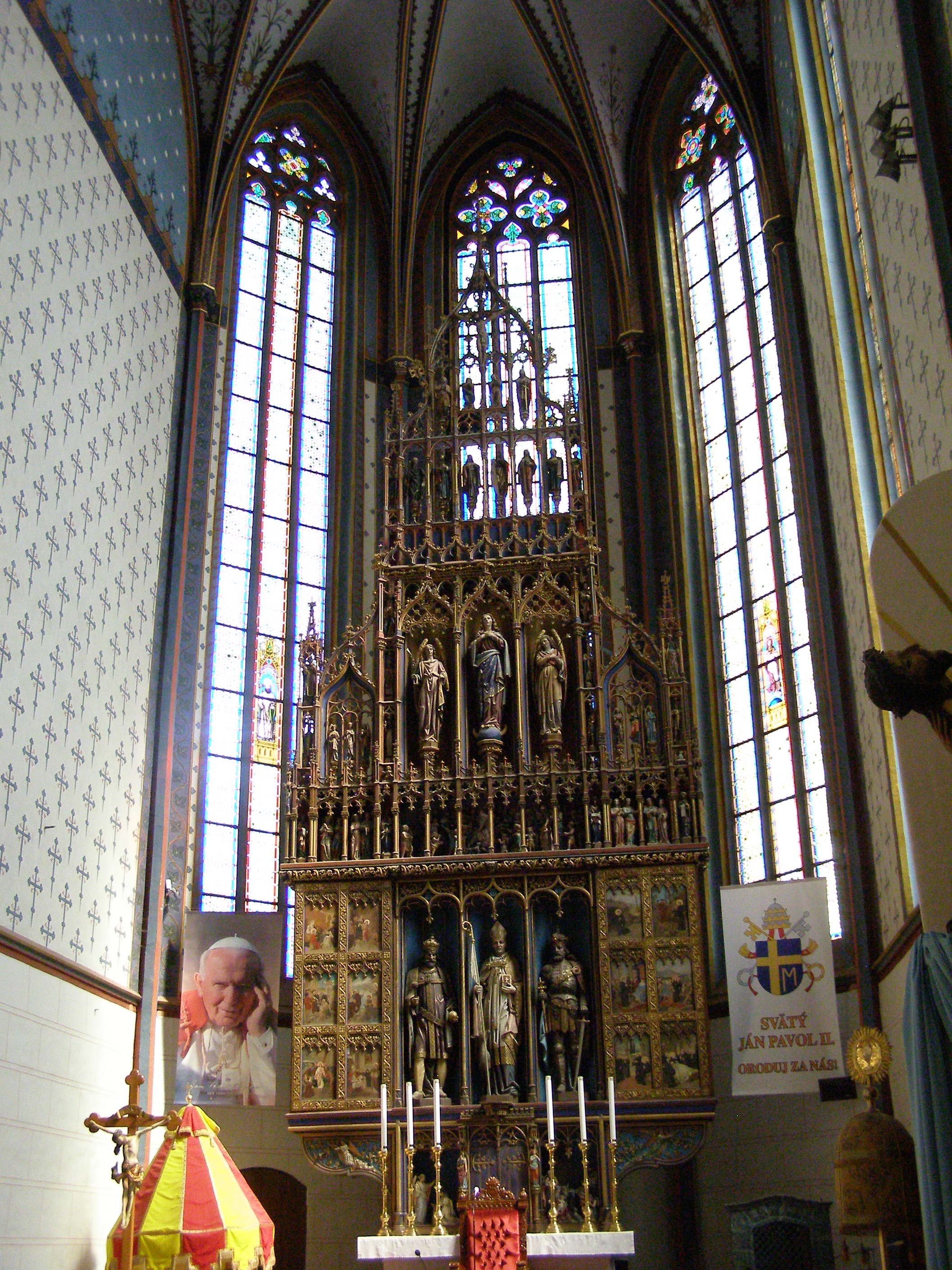
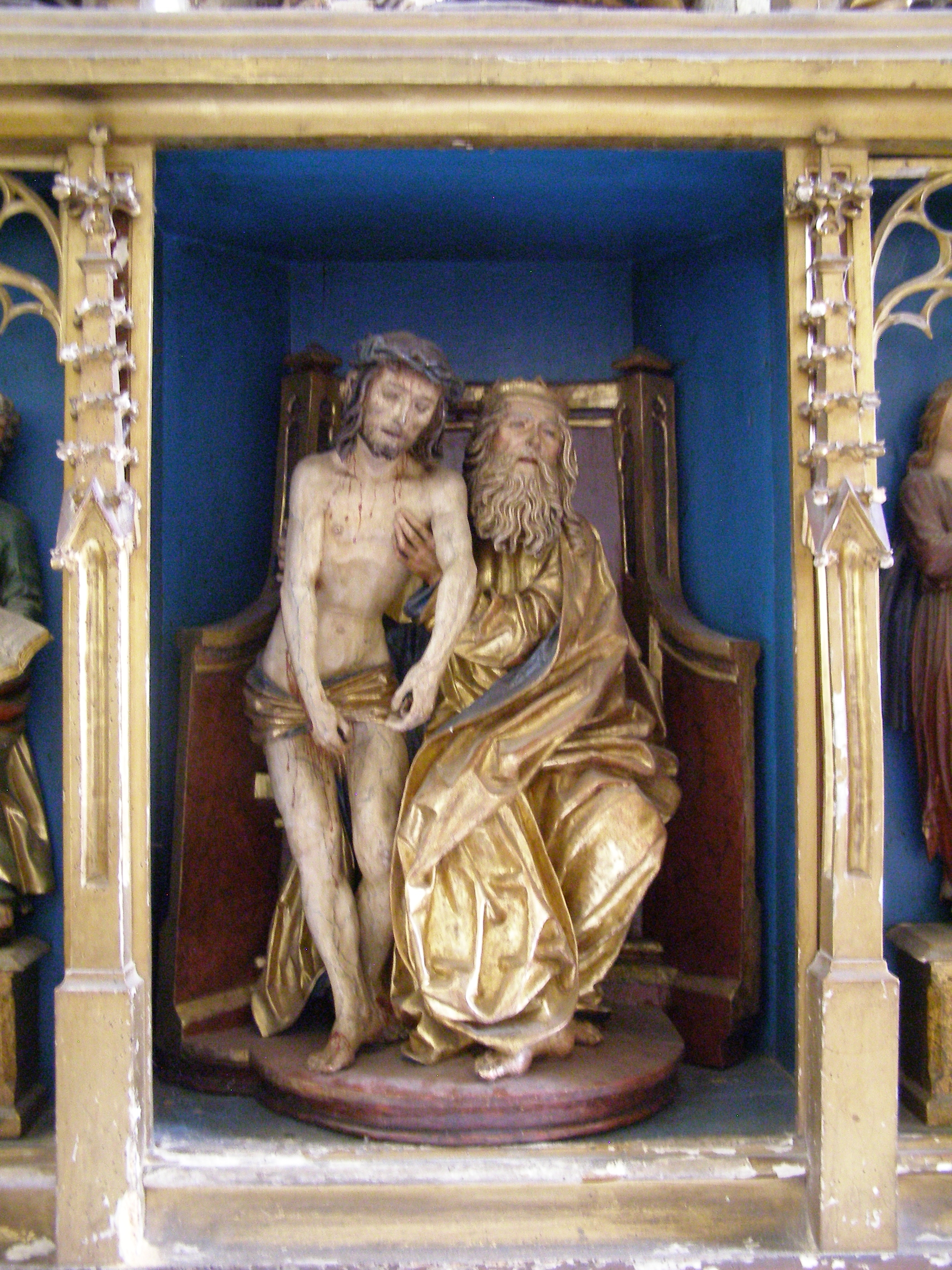
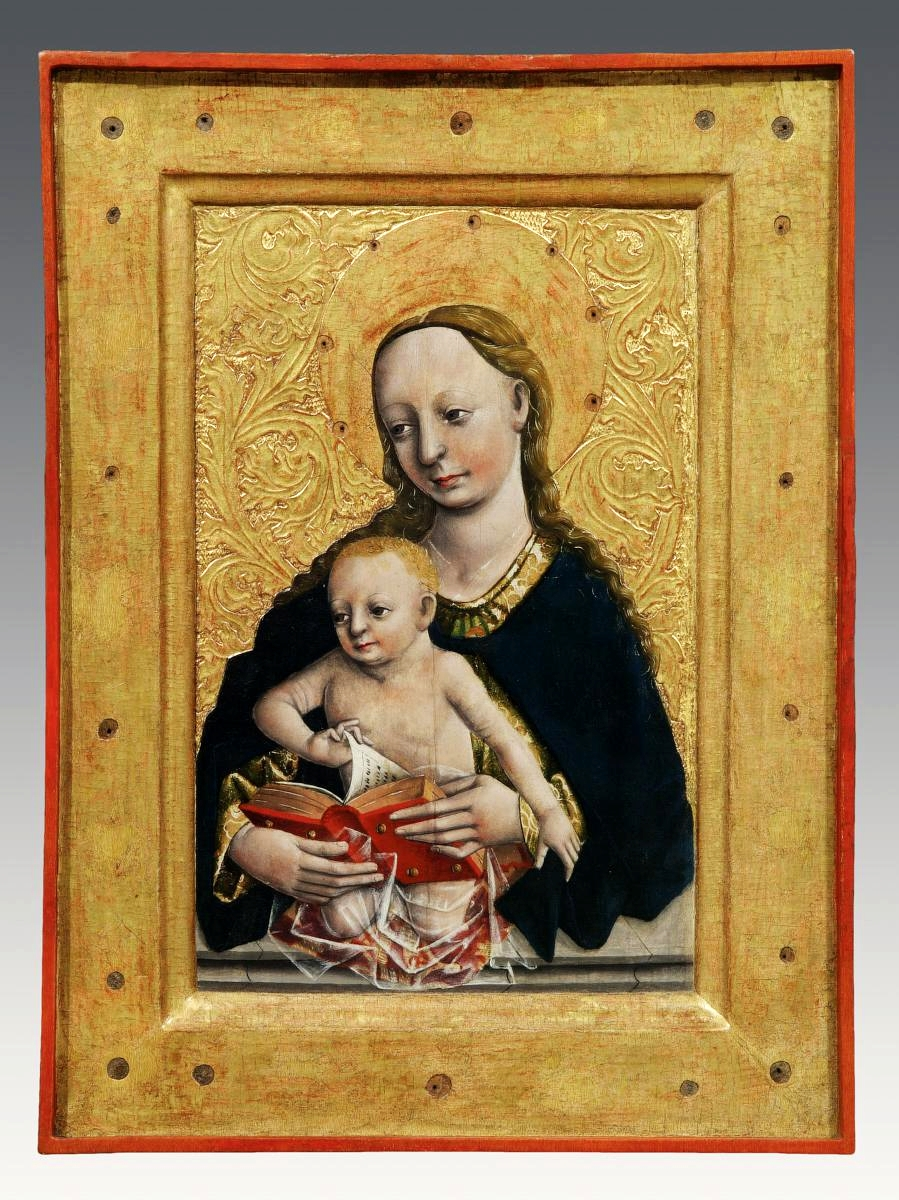